# پیج مک‌فرسون
پیج مک‌فرسون (انگلیسی: Paige McPherson؛ زادهٔ ۱ اکتبر ۱۹۹۰) ورزشکار تکواندو اهل ایالات متحده آمریکا است.
وی در مسابقات کشوری و بین‌المللی در مجموع برندهٔ ۵ مدال طلا، ۳ مدال نقره و ۵ مدال برنز شده‌است.